# Justyn I
Justyn I (ur. ok. 450 w Niszu, zm. 1 sierpnia 527 w Konstantynopolu) – cesarz bizantyński, panujący od 5 lipca 518 do 1 sierpnia 527. 

## Życiorys
Justyn był wieśniakiem trackim pochodzącym z Naissus (dzisiejszy Nisz). Walczył w armii rzymskiej, potem był dowódcą straży pałacowej ekskubitorów, a następnie po śmierci Anastazjusza został cesarzem Bizancjum. Zasłużony w walkach z Persami doświadczony żołnierz, obejmując tron był już w dość podeszłym wieku – założył nową bizantyjską dynastię justyniańską. 
Justyn w przeciwieństwie do Anastazjusza należał do zwolenników doktryny soboru chalcedońskiego. Z tego względu jednym z pierwszych posunięć politycznych nowego cesarza było przywrócenie jedności kościelnej z Stolicą Apostolską w Rzymie, zrywając tym samym ze schizmą akacjańską.
W państwie panował niepokój, zatem cesarz potrzebował wsparcia, które znalazł u syna siostry Wigilancji Petrusa Sabbatha, późniejszego Justyniana I. Wybór następcy przez Justyna I był – jak się okazało – korzystny dla cesarstwa. Jego wpływ spowodował rozpoczęcie ekspansji w kierunku zachodnim w celu odzyskania prowincji należących wcześniej do cesarstwa zachodniorzymskiego. Z inspiracji swego siostrzeńca w 525 r. uchwalił ustawę umożliwiającą małżeństwa przedstawicieli arystokracji z osobami z niższego stanu. Umożliwiło to małżeństwo Justyniana z Teodorą. Jego żoną była Eufemia.